# Jean-Baptiste Anet
Jean-Jacques-Baptiste Anet (le fils) (* 2. Januar 1676 in Paris; † 14. August 1755 in Lunéville) war ein französischer Violinist und Komponist.

## Leben und Wirken
Jean-Baptiste Anet war der Sohn des gleichnamigen Violinisten Jean-Baptiste Anet (le père) (1650–1710), der ihm ersten Unterricht erteilte. In den Jahren 1695 und 1696 weilte Anet als Schüler von Arcangelo Corelli in Rom, der sein musikalisches Schaffen stark beeinflusste. Zwischen 1699 und 1700 bereiste er Deutschland und Polen. Zurück in Paris war er in Diensten des Herzogs von Orléans und trat 1701 bei einem Konzert am königlichen Hof von Versailles in Erscheinung. Von 1701 bis 1715 war er in den Diensten des im Exil lebenden Maximilian Emanuel II. von Bayern. Ab 1715 kam er zu den Vingt-quatre Violons du Roy und er hatte 1735 seinen ersten Auftritt bei den Concert spirituel. Ab 1737 kam er in die Hofkapelle des polnischen Ex-Königs Stanislaus I. Leszczyński nach Nancy und Lunéville.
Anet gehörte in seiner Pariser Zeit zu den führenden Violinisten der Stadt und war wegen seiner Improvisationskunst bewundert. Er brachte den italienischen Stil nach Frankreich und  beeinflusste so die nachfolgende Geigergeneration.

## Werke (gedruckt)
In mehreren Sammlungen ist die Musette wie auch die Drehleier (vielle) empfohlen. Beide Instrumente entsprachen einer Zeitmode zur Regierungszeit Louis XV.
- „Premier Livre de sonates à violon seul et la basse continue“ (Paris, 1724)
- „Deuxièmme Livre de Mr. Baptiste, contenant deux suittes de pièces à deux musettes, qui conviennent à la flûte traversière, hautbois, violons comme aussi les vielles“ (Paris, 1726)
- „Sonates à violon seul et basse continue, oeuvre III“ (Paris, 1729)
- „Premier Œuvre de musettes“ (Paris, 1730)
- „Second œuvre de musettes“ (Paris, 1730)
- „IIIe Œuvre de musettes pour les violons, flûtes traversières et vielles“ (Paris, 1734)